# Chicago Fire (seizoen 4)
Dit artikel vat het vierde seizoen van Chicago Fire samen. Dit seizoen liep van 13 oktober 2015 tot en met 17 mei 2016 en bevatte drieëntwintig afleveringen. 

## Rolverdeling

### Hoofdrollen
- Jesse Spencer - luitenant Matthew Casey
- Taylor Kinney - luitenant Kelly Severide
- Monica Raymund - paramedicus Gabriela Dawson
- Kara Killmer - paramedicus Sylvie Brett
- Miranda Rae Mayo - Stella Kid
- Dora Madison - paramedicus Jessica "Chili" Chilton
- Eamonn Walker - commandant Wallace Boden
- David Eigenberg - brandweerman Christopher Hermann
- Yuri Sardarov - brandweerman Brian "Otis" Zvonecek
- Joe Minoso - brandweerman / chauffeur Joe Cruz
- Christian Stolte - brandweerman Randy "Mouch" McHolland
- Steven R. McQueen - stagiaire Jimmy Borrelli

### Terugkerende rollen
- Randy Flagler - reddingswerker Capp
- Brian J. White - kapitein Dallas Patterson
- Fredric Lehne - chief Ray Riddle
- Nick Gehlfuss - dr. Will Halstead
- Melissa Ponzio - Donna Robbins
- Rachel Nichols - Jamie Killian
- Anthony Ferraris - Tony
- DuShon Monique Brown - secretaresse Connie
- Ralph Rodriguez - Freddie Clemente
- Robyn Coffin - Cindy Herrmann
- Amy Morton - Trudy Platt
- Jason Beghe - brigadier Henry "Hank" Voight
- Jon Seda - rechercheur Antonio Dawson
- Patrick John Flueger - rechercheur Adam Ruzek

## Afleveringen
| Nr. | Aflevering | Titel                      | Regisseur          | Schrijver(s)                            | Selectie gastrollen | Uitzenddatum     |  |
| --- | ---------- | -------------------------- | ------------------ | --------------------------------------- | --- | ---------------- |  |
| 70 | 1          | Let It Burn                | Joe Chappelle      | Andrea Newman Michael Gilvary           | Izabella Miko - Katya Brad Einstein - Ian Jack McLaughlin-Gray - Carl Eric Mabius - Jack Nesbitt Susannah Flood - Athena Andy Ahrens - Danny Borelli                                       | 13 oktober 2015  |  |
| Casey raakt verzeild in een bedreigende situatie in de club van Nesbitt, waar hij undercover werkt in het politieonderzoek tegen mensenhandel. In de top van het management wordt een nieuwe baas aangesteld, dit brengt een onwelkome verrassing voor Severide. Dawson moet ondertussen accepteren dat haar leven gaat veranderen, een nieuwe kandidaat brandweerman maakt een ongebruikelijke eerste indruk en de buurtbewoners slaan hun handen in elkaar in de strijd tegen drugsoverlast in hun buurt. |            |                            |                    |                                         | |                  |  |
| 71 | 2          | A Taste of Panama City     | Sanford Bookstaver | Tiller Russell                          | Yaya DaCosta - April Sexton Don Kress - chief brandweer Garret Kaminskis - hoofd onderzoeksteam brandweer Eric Mabius - Jack Nesbitt                                                       | 20 oktober 2015  |  |
| Nu Dawson zwanger is wordt zij aan het werk gezet achter een bureau, haar taak is het onderzoek naar verdachte branden. Ondertussen worstelt Severide nog steeds met zijn nieuwe rol en Casey is nog steeds undercover aan het werk in het politieonderzoek naar Nesbitt. Café Molly's wordt bedreigd met sluiting door klachten over geluidsoverlast. |            |                            |                    |                                         | |                  |  |
| 72 | 3          | I Walk Away                | Tom DiCillo        | Sarah Kucserka Veronica West            | Brian Geraghty - Sean Roman Mark Hengst - Roger Maddox Jose Santiago - Steve Oliver Platt - dr. Daniel Charles Andy Ahrens - Danny Borelli                                                 | 27 oktober 2015  |  |
| Kazerne 51 ontvangt een melding, uit een buurt met een slechte naam, van een man die zijn voet heeft verbrijzeld. Tijdens deze gebeurtenis krijgt Boden van de vrouw van het slachtoffer bewijs wat zijn naam kan zuiveren. De broer van kandidaat brandweerman Borrelli probeert hem te overtuigen om te gaan verhuizen naar een ander huis. Dawson is bezig met een onderzoek van een vergiftigingszaak, dit zorgt ervoor dat Boden in een lastig parket raakt. Dan krijgt Dawson ineens last van hevige pijnen en raakt buiten bewustzijn. |            |                            |                    |                                         | |                  |  |
| 73 | 4          | Your Day Is Coming         | Reza Tabrizi       | Jill Weinberger                         | Samuel Caleb Hunt - Craig Gurwitch Robert G. Beck - Gary Courtney Cavanagh - Maura Sullivan Jaden Klein - Kevin Sullivan Susannah Flood - Athena                                           | 3 november 2015  |  |
| Dawson wordt met spoed naar de spoedeisende hulp gebracht, daar krijgt zij tot haar grote ontzetting te horen dat zij een miskraam heeft gehad. Severide en Boden willen Dawson helpen in deze moeilijke tijd en proberen de vergiftigingszaak op te lossen. Nu café Molly's een officiële aankondiging heeft gekregen voor sluiting, zoekt Borrelli hulp bij zijn vrienden om dit tegen te gaan. |            |                            |                    |                                         | |                  |  |
| 74 | 5          | Regarding This Wedding     | Joe Chappelle      | Michael A. O'Shea                       | Gordon Clapp - kapelaan Orlovsky Don Kress - chief | 10 november 2015 |  |
| Boden biedt een bruidspaar kazerne 51 aan voor hun huwelijksfeest nadat een brand hun eerdere locatie heeft verwoest. Chief Riddle dreigt echter roet in het eten te gooien als hij zijn medewerking weigert, dit zorgt voor grote spanning tussen hen beide. |            |                            |                    |                                         | |                  |  |
| 75 | 6          | 2112                       | Holly Dale         | Ian McCulloch                           | Tom Amandes - rechercheur Ryan Wheeler Darin Heames - Bob Ilfenesh Hadera - Serena Marina Squerciati - Kim Burgess Geddy Lee - zichzelf                                                    | 17 november 2015 |  |
| De spanningen tussen Patterson en Severide dreigt uit de hand te lopen nadat Severide, zonder toestemming van Patterson, een telefoontje pleegt tijdens de werkzaamheden. Hierdoor vraagt Patterson zich af of Severide nog wel thuishoort bij de brandweer. Ondertussen nemen Borelli en Chilton een volgende stap in hun romance. Cruz krijgt bezoek van een oude bendelid van zijn broer Leon. Boden en zijn vrouw Donna krijgen nieuwe buren, die overdreven vriendelijk blijken te zijn. |            |                            |                    |                                         | |                  |  |
| 76 | 7          | Sharp Elbows               | Dan Lerner         | Tiller Russell Liz Alper & Ally Seibert | Treat Williams - Benny Severide Tom Amandes - rechercheur Ryan Wheeler Lucinda Johnston - Ashley Daniels                                                                                   | 24 november 2015 |  |
| Boden moet vrezen voor strafrechtelijke vervolging na een incident met zijn buren, hij krijgt dan hulp van brigadier Voight. De spanningen tussen Severide en Patterson blijven doorgaan, de vader van Severide wint dan informatie in over Patterson wat hem in grote verlegenheid kan brengen. Ondertussen groeit de romance tussen Chilton en Borelli, Otis vraagt Brett als date voor het galafeest van de brandweer en Cruz helpt een oude vriend. |            |                            |                    |                                         | |                  |  |
| 77 | 8          | When Tortoises Fly         | Haze Bergeron      | Michael Gilvary                         | Tom Amandes - rechercheur Ryan Wheeler Ilfenesh Hadera - Serena Rachel DiPillo - Sarah Reese Chris Agos - Steve Kot Mark Hengst - Roger Maddox                                             | 1 december 2015  |  |
| De situatie tussen Boden en zijn buren wordt al snel slechter, nadat Donna hun buren confronteerde met het ontstaande situatie en daarna vermist wordt. Rechercheur Wheeler besluit zijn huis te onderzoeken voor meer antwoorden. Een staatsadvocaat bezoekt brandweerkazerne 51 voor een gesprek met Boden over de Maddox zaak. Dit gesprek zorgt ervoor dat Boden gaat vermoeden dat deze zaak een connectie heeft met de huidige ontwikkelingen. Hermann redt een landschildpad dat hij dacht dat het een robot was. Mouch begint dit dier leuk te vinden, en ontdekt dat dit dier behoort aan een John Doe die de hulp had ingeroepen van Brett en Chili. Brandweerkazerne 51 wordt opgeroepen om een inbreker te bevrijden uit een ventilatieschacht in een lokale sportschool. Hij probeert te ontsnappen via het dak, maar wordt dan snel overmeesterd door Severide. Chili komt te laat op haar werk en krijgt hiervoor haar eerste waarschuwing van Boden. Borelli ontdekt later dat de appartement van Chili overhoop is gehaald en dat Chili de tekenen vertoont van vergiftiging. Wanneer hij haar hiermee confronteert ontwijkt zij zijn vragen door hem te verleiden. Aan het einde van de dienst nemen de brandweermannen een afzakkertje in het café, dan verschijnt rechercheur Wheeler ineens ten tonele om Boden te arresteren. |            |                            |                    |                                         | |                  |  |
| 78 | 9          | Short and Fat              | Joe Chappelle      | Michael Brandt Derek Haas               | Ilfenesh Hadera - Serena LaRoyce Hawkins - Kevin Atwater Chris Agos - Steve Kot Mindy Bell - Suzie Wilder Leigh Foster - als Austin                                                        | 8 december 2015  |  |
| Nadat Boden gearresteerd is wordt Patterson gepromoveerd tot de nieuwe commandant van brandweerkazerne 51, dit tot grote woede onder de werknemers. Hij voert al snel nieuwe regels in voor zijn werknemers, dit zorgt voor grote frustratie. Ondertussen blijft Severide Boden helpen met zijn strafrechtelijke vervolging. Dawson moet zich verantwoorden nadat zij uitviel naar een burger en dit opgenomen is. |            |                            |                    |                                         | |                  |  |
| 79 | 10         | The Beating Heart          | Reza Tabrizi       | Andrea Newman                           | Yaya DaCosta - April Sexton Colin Donnell - dr. Connor Rhodes Brian Tee - dr. Ethan Choi Marina Squerciati - Kim Burgess Gordon Clapp - kapelaan Orlovsky                                  | 5 januari 2016   |  |
| Deze aflevering is een cross-over met Chicago P.D. en Chicago Med. Hermann wordt in zijn café neergestoken en wordt met spoed naar het ziekenhuis gebracht. Nadat hij een hoop bloed heeft verloren wordt duidelijk dat hij met spoed geopereerd moet worden. Cruz voelt zich schuldig over de toestand van Hermann en wil de dader van de steekpartij opzoeken en overdragen aan de politie. Ondertussen wordt Severide weer teruggeplaatst naar zijn oude rang van luitenant. Borelli maakt zich steeds meer zorgen over het vreemde gedrag van Chili. Mouch denkt erover om zijn vriendin Platt ten huwelijk te vragen. |            |                            |                    |                                         | |                  |  |
| 80 | 11         | The Path of Destruction    | Drucilla Carlson   | Sarah Kucserka Veronica West            | Liza J. Bennett - Alex Ward Brian Tee - dr. Ethan Choi Maureen Mizener - Dawn Hicks Lucas Jade Zumann - Lucas Hicks Barbara Zahora - Gail                                                  | 19 januari 2016  |  |
| Terwijl Chicago zich opmaakt voor een naderende tornado keert Hermann terug op de brandweerkazerne nadat hij werd neergestoken. Zijn vrouw is echter bang dat hij te vroeg gaat werken. Het vreemde gedrag van Chili houdt aan, tijdens haar werkzaamheden op de ambulance zorgt ze ervoor dat een patiënt bijna komt te overlijden. De tornado bereikt Chicago en houdt huis in de buurt waar Hermann woont, hij maakt zich zorgen over het welzijn van zijn gezin. Ondertussen wil Dawson Otis helpen met het vinden van een vriendin. |            |                            |                    |                                         | |                  |  |
| 81 | 12         | Not Everyone Makes It      | Reza Tabrizi       | Tiller Russell                          | Liza J. Bennett - Alex Ward Armand Schultz - raadslid Colin Becks Chris Agos - Steve Kot Lucas Jade Zumann - Lucas Hicks Maureen Mizener - Dawn Hicks                                      | 26 januari 2016  |  |
| Brett en Dawson gaan naar Boden om over het gedrag van Chili te praten, al snel ontdekken zij dat dit gevolgen voor hen heeft. Ondertussen getuigt Hermann tegen Freddy die hem neergestoken heeft. De vader van Freddy smeekt om vergiffenis voor zijn zoon, nu twijfelt Hermann over wat te doen. Casey helpt een opvangcentrum voor dakloze dat veel te verduren heeft gehad tijdens de tornado. Hij ontdekt dat het centrum waarschijnlijk gesloten wordt en zoekt contact met een geldschieter om dit te voorkomen. Door deze actie komt hij ineens in de schijnwerpers te staan, hij ontdekt al snel dat dit niet te goede komt aan zijn missie. Severide helpt een politieagent met een moordzaak, en Otis ontvangt een leuke verrassing. |            |                            |                    |                                         | |                  |  |
| 82 | 13         | The Sky Is Falling         | Joe Chappelle      | Michael Brandt Michael A. O'Shea        | Liza J. Bennett - Alex Ward Barbara Eve Harris - Emma Crowley Armand Schultz - raadslid Colin Becks Emily Berman - Jen Brenner                                                             | 2 februari 2016  |  |
| Het gedrag van Chili bereikt een hoger niveau als zij Boden vraagt om Brett over te plaatsen naar een andere brandweerkazerne. Brandweerkazerne 51 moet alle zeilen bijzetten als er een terroristische aanslag dreigt in Chicago. Als zij dan opgeroepen worden bij een grote schietpartij bevinden zij zich al snel in een gevaarlijke situatie. Ondertussen geeft Hermann Borelli op voor een liefdadigheidsbokswedstrijd tussen de brandweer en politie. Casey onderzoekt het vermiste geld van de geldschieter dat bestemd was voor het opvangcentrum. |            |                            |                    |                                         | |                  |  |
| 83 | 14         | All Hard Parts             | Sanford Bookstaver | Jill Weinberger                         | Holly Robinson Peete - Tamara Jones Marina Squerciati - Kim Burgess Brian Geraghty - Sean Roman Aaron Lamm - Tino John Lister - Wayne                                                      | 9 februari 2016  |  |
| Severide confronteert Chili met haar vreemde gedrag en haar vele drinken, dit leidt tot haar schorsing door Boden. Ondertussen begint de bokswedstrijd tussen Borelli namens de brandweer en Antonio Dawson namens de politie. Casey denkt er serieus over na om zich beschikbaar te stellen voor de post van raadslid. |            |                            |                    |                                         | |                  |  |
| 84 | 15         | Bad For the Soul           | Jann Turner        | Andrea Newman Michael Gilvary           | Holly Robinson Peete - Tamara Jones Brandon Jay McLaren - Danny Booker James Waterston - Rich Corbin Robert Newman - chief Burwell                                                         | 16 februari 2016 |  |
| Wanneer een dubieuze oproep op brandweerkazerne 51 komt, gaan Severide en Cruz op onderzoek uit naar de waarheid. Nu Chili geschorst is wordt Borelli overgeplaatst naar de ambulance. Casey stelt zich nu officieel kandidaat voor de post van raadslid, en vraagt iedereen op de kazerne om hem te steunen. |            |                            |                    |                                         | |                  |  |
| 85 | 16         | Two Ts                     | Reza Tabrizi       | Derek Haas Ian McCulloch                | Marlyne Barrett - Maggie Lockwood Armand Schultz - raadslid Colin Becks Brandon Jay McLaren - Danny Booker Zack Pearlman - Logan                                                           | 23 februari 2016 |  |
| Nadat er reclameborden worden geplaatst worden voor de aanstaande verkiezingsstrijd komt Casey al snel tot de ontdekking dat dit hem niet ten goede komt. Ondertussen onderzoeken Brett en Borelli een mogelijke ontvoeringszaak. De mannen van kazerne 51 willen een vrijgezellenfeest organiseren voor Mouch, maar worden al snel overrompeld door de halfbroer van Platt. Het wordt duidelijk dat Severide en Kidd samen een vervelende geschiedenis hebben. |            |                            |                    |                                         | |                  |  |
| 86 | 17         | What Happened to Courtney  | Jeffrey Hunt       | Michael Brandt                          | Holly Robinson Peete - Tamara Jones Jenny Mollen - rechercheur Bianca Holloway Armand Schultz - raadslid Colin Becks Guy Burnet - Grant                                                    | 29 maart 2016    |  |
| Wanneer een vergaand lichaam wordt gevonden in een schoorsteen, vermoedt Severide dat het een vermist kind betreft. Ondertussen wordt de strijd in de campagne van Casey steeds feller, als zijn tegenstander hem bekritiseerd op het feit dat hij tegelijkertijd brandweerman wil zijn en raadslid. Dawson organiseert voor de steun voor Casey een feestje in Molly's. |            |                            |                    |                                         | |                  |  |
| 87 | 18         | On the Warpath             | Joe Chappelle      | Sarah Kucserka Veronica West            | Marina Squerciati - Kim Burgess Yaya DaCosta - April Sexton Tom Galantich - John Gallo Matt DeCaro - Delaney Elias Koteas - Alvin Olinsky                                                  | 5 april 2016     |  |
| Tijdens een uitruk van Brett wordt haar identiteitskaart gestolen, hiervan ondervindt zij al snel de gevolgen. Ondertussen is Casey begonnen aan zijn nieuwe baan als gekozen raadslid. Mouch krijgt last van zijn zenuwen nu de bruiloft snel dichterbij komt. Otis begint spijt te krijgen dat hij Brett niet gevraagd heeft om samen uit te gaan. |            |                            |                    |                                         | |                  |  |
| 88 | 19         | I Will Be Walking          | Sanford Bookstaver | Tiller Russell                          | Jenny Mollen - rechercheur Bianca Holloway Brandon Jay McLaren - Danny Booker Lauren Stamile - Susan Weller Tyler Dean Flores - Victor Vazquez                                             | 19 april 2016    |  |
| Casey moet als raadslid handelend optreden voor een jongen die een strijd voert voor zijn broer in een bende oorlog. In Molly’s voeren Kidd en Hermann een heftige strijd over wie een betere manager is voor de café. Otis merkt dat hij een flinke blauwe plek heeft op zijn rug en heup, en zoekt advies op bij dr. Halstead. Rechercheur Holloway blijft haar zoon onderbrengen bij de kazerne waar Severide over hem waakt, ondanks dat de zoon geen interesse heeft in de brandweer. Ondertussen hebben de brandweermannen hun handen vol aan een brand in een destilleerderij. |            |                            |                    |                                         | |                  |  |
| 89 | 20         | The Last One for Mom       | Fred Berner        | Matt Olmstead                           | Jenny Mollen - rechercheur Bianca Holloway Lauren Stamile - Susan Weller Barbara Eve Harris - Emma Crowley Maxwell Jenkins - J.J. Michael Weber - Al Nelson                                | 26 april 2016    |  |
| Severide komt in een moeilijke situatie als rechercheur Holloway wordt doodgeschoten, nu wordt hij verantwoordelijk voor haar zoon die hij onder zijn hoede neemt. Ondertussen krijgt Casey een bedreigende e-mail en levert deze meteen in bij de politie, hierdoor moet hij meteen verschijnen voor de ethische commissie. Brett ontdekt dat Otis niet de uitslag wil weten over zijn blauwe plekken, dit omdat hij bang is voor slecht nieuws. |            |                            |                    |                                         | |                  |  |
| 90 | 21         | Kind of a Crazy Idea       | Joe Chappelle      | Andrea Newman Michael Gilvary           | Deanna Reed-Foster - Tina Cantrell Tatyana Zbirovskaya - Baba | 3 mei 2016       |  |
| Tijdens bluswerkzaamheden bij een brand redt Dawson een jong pleegkind, zij raakt al snel gehecht aan hem en is bezorgt over zijn toekomst. Severide wil graag beter apparatuur in de brandweerkazerne en vraagt dit aan de leiding, en wordt al snel van het kastje naar de muur gestuurd en vraagt Casey om politieke steun voor zijn strijd. Ondertussen roepen Brett en cruz de hulp in van de oma van Otis om hem naar het ziekenhuis te krijgen voor zijn genezing. |            |                            |                    |                                         | |                  |  |
| 91 | 22         | Where the Collapse Started | Sanford Bookstaver | Sarah Kucserka Veronica West            | Andy Ahrens - Danny Borrelli Guy Burnet - Grant Steve Chikerotis - districtschef Steve Walker Jared Fernley - Ames Deanna Reed-Foster - Tina Cantrell                                      | 10 mei 2016      |  |
| Boden moet een leven-op-dood beslissing maken bij een instortende gebouw, dit wanneer Jimmy het gebouw in rent om zijn broer te redden. Ondertussen blijft Dawson bij haar besluit om Louie, het pleegkind die zij uit de brand heeft gered, te willen adopteren en blijft het adoptiebureau onder druk zetten. Otis is op ziekteverlof, en bij een bezoek aan de kazerne ontmoet hij zijn vervanger. Al snel is hij bang dat de vervanger zijn baan permanent over zal nemen, en roept de hulp in van Connie. Casey en rechercheur Dawson raken in conflict als hij merkt data Casey zijn zus niet bijstaat in haar strijd om Louie. |            |                            |                    |                                         | |                  |  |
| 92 | 23         | Superhero                  | Michael Brandt     | Ian McCulloch Michael A. O'Shea         | Lauren Stamile - Susan Weller Guy Burnet - Grant Oliver Platt - dr. Daniel Charles Steve Chikerotis - chief Walker Sam Porretta - hoofd ambulance Hatcher Deanna Reed-Foster Tina Cantrell | 17 mei 2016      |  |
| Borelli krijgt te maken met de nasleep van de dood van zijn broer in reageert dit af op Boden, die hij hiervoor aansprakelijk houdt. Ondertussen moet Dawson met spoed een woning zien te vinden, dit om aan de eis te voldoen die de adoptiebureau stelt om zo Louie op te vangen. Kidd wordt gedwongen om contact te hebben met haar ex-vriend. Later gaat Kidd samen met Severide naar zijn huis voor een romantisch samenzijn, zij zijn er alleen niet van bewust dat haar ex-vriend hen opwacht met een mes. Casey gaat naar een congres voor raadsleden en Otis keert gezond en wel weer terug op de kazerne. |            |                            |                    |                                         | |                  |  |